# Curimagua (paroisse civile)
Pour les articles homonymes, voir Curimagua.
Curimagua est l'une des trois paroisses civiles de la municipalité de Petit dans l'État de Falcón au Venezuela. Sa capitale est Curimagua.

## Géographie

### Démographie
Hormis sa capitale Curimagua, la paroisse civile abrite plusieurs localités dont :
- Camino de los Españoles
- Curimagua
- El Trapichito
- La Soledad
- Macanillas
- San Diego
- San Joaquín
- San Vicente

## Galerie

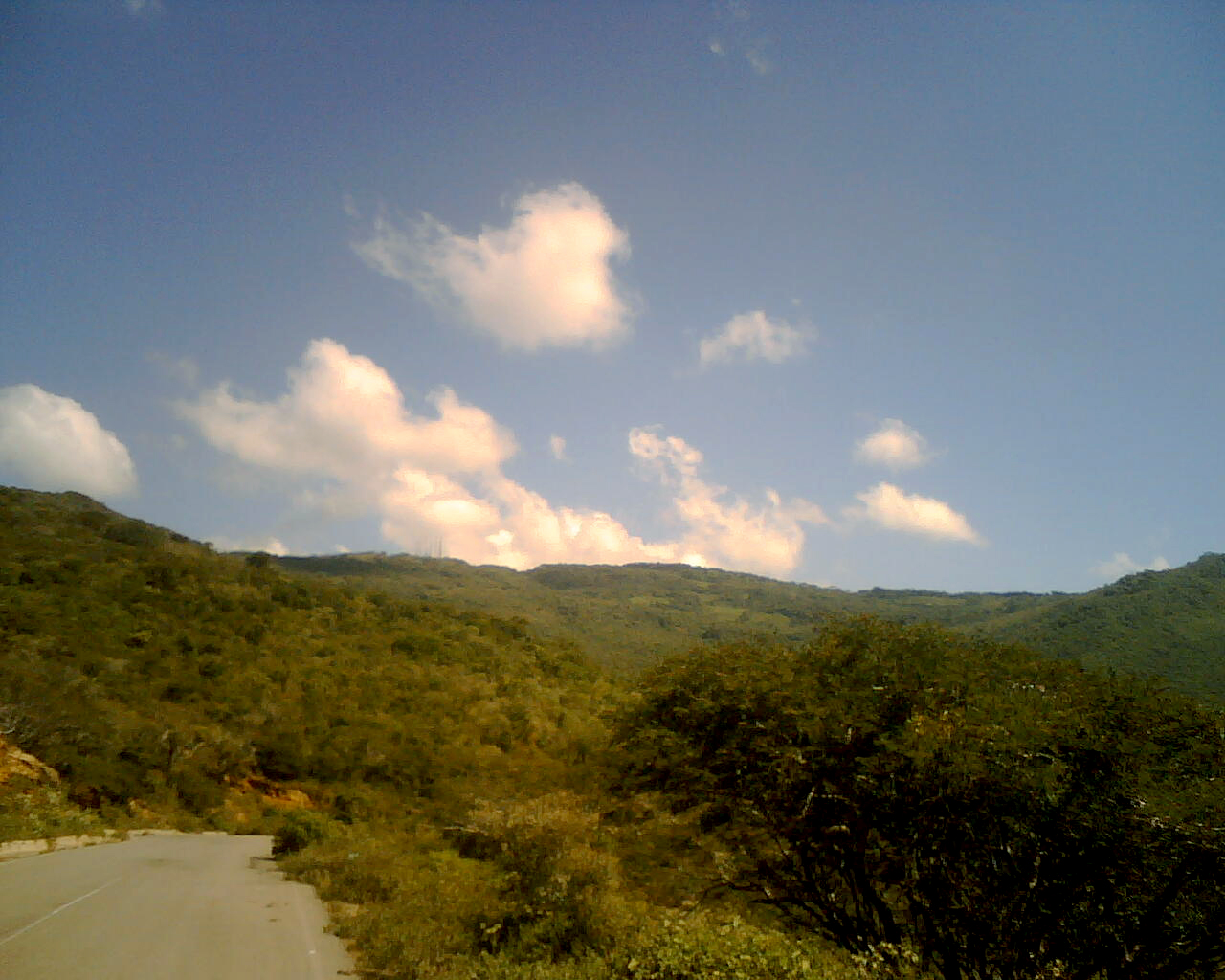
Route dans la sierra de San Luis.